# Muhammad Naguib
Muhammad Naguib, em árabe محمد نجيب,  (Cartum, 20 de fevereiro de 1901 — Cairo, 28 de agosto de 1984) foi um militar egípcio, primeiro presidente de seu país após a Revolução Egípcia de 1952, que acabou com Estado da dinastia de Muhammad Ali no Egito e Sudão. 

## Vida
Seu nome completo era Mohamed Naguib Yousef Qotp Elkashlan, ele nasceu em 20 de fevereiro de 1901 em Cartum, no Sudão, que se uniu com o Egito na época. Ele era o mais velho de nove filhos de um egípcio, Youssef Naguib, e uma mulher sudanesa, Zohra Ahmed Othman. Sua família "Elkashlan" era popular no Egito na época de suas personalidades científicas como Saad Elkashlan e Abdulsamad Elkashlan. Ele veio de uma longa linhagem de oficiais do exército, como seu pai estava servindo no exército egípcio no Sudão.
Um general distinto e condecorado que foi ferido em ação na Guerra Árabe-Israelense de 1948, ele se tornou o líder do Movimento de Oficiais Livres de oficiais do exército nacionalista que se opõem à presença contínua de tropas britânicas no Egito e no Sudão e à corrupção e incompetência do rei Farouk. Após a derrubada de Farouk em julho de 1952, Naguib passou a servir como chefe do Conselho de Comando Revolucionário, primeiro-ministro e primeiro presidente do Egito, negociando com sucesso a independência do Sudão (até então um condomínio do Egito e do Reino Unido), e a retirada de todos os militares britânicos do Egito. Seu mandato como presidente chegou ao fim em novembro de 1954 devido a desentendimentos com outros membros dos Oficiais Livres, principalmente com Nasser, que o forçou a renunciar e o sucedeu como presidente.
Desentendimentos com Nasser levaram à sua expulsão forçada do cargo, e posteriores 18 anos de prisão domiciliar até sua libertação pelo presidente Anwar Sadat em 1972.